# 20625 Ното
20625 Ното (20625 Noto) — астероїд головного поясу, відкритий 9 жовтня 1999 року.
Тіссеранів параметр щодо Юпітера — 3,270.
Названо на честь Ното (яп. のと(能登) ното)